# 海瑟·庫茲米契
海瑟·庫茲米契（英語：Heather Kuzmich，1986年4月19日—），美國模特兒。她是《全美超級模特兒新秀大賽》第九季的最後五強。

## 早年生活
海瑟患有亞斯伯格症候群，因此她會不善於社交。而且這個病也令到她的肢體有點笨拙。
海瑟在十五歲時診斷出有亞斯伯格症候群，這段時間是她父親去世的期間。她說那段日子是她一生中最難過的時候。

海瑟是藝術系大學生，她主修的是遊戲設計。

## 全美超級模特兒新秀大賽
在第一集時，海瑟古怪的走步得到杰伊·亞歷山大惡劣的批評。在首次見評判泰雅·賓絲、杰先生和杰小姐時，她作了一個很滑稽的進場，並向她們說：
|  | 嗨…你們好，美女妳好…泰雅妳好… |

在同一集，泰拉問到剩下20位女孩到來參賽的目的，海瑟向泰雅說：
|  | 我是要來向一些沒人注意的、在社會最底層的少女展示，雖然在現實生活中沒有人留意你，但是這樣並不代表你不特別。 |

在第二集，海瑟拍出了一張很出色的照片，得到了第一名入圍。一眾評判都說她十分有模特兒潛質。
第八集拍攝音樂錄影帶時，海瑟因為脫水而暈眩，這影響了她的拍攝進度。但最終在該週她也能第二位出線。
在第九集，海瑟的弱點漸漸出現。海瑟因為不願和別人分享浴室而和絲麗莎爭吵。在接著一集海瑟在中國時因為沒有床位鬧情緒，她覺得別人因為她的病而在排斥她。
在第十集，海瑟因為拍攝廣告出現問題，和莉莎一同站上最後二人，最後是莉莎遭淘汰。但在第十一集，一眾評判以她才與一個設計師面試，而且遲到40分鐘的理由淘汰了她。
直至海瑟被淘汰後的一集仍被選為本週封面女郎的參賽者，她一共連續勝出了九次本週封面女郎，可見她在美國的受歡迎程度。海瑟也是繼AJ·史都華及唐卡娜·鍾斯後第三位在同一集淘汰及成為本週封面女郎的參賽者，同時亦成為史上首位參賽者被淘汰後仍被選為本週封面女郎的參賽者。
海瑟勝出了三次小挑戰，第一次是勝出了第六集的廣告拍攝小挑戰。獎品是為Carol's Daughter拍攝廣告照，而照片是由R&B天后瑪麗·布萊姬操刀。第二次勝出是得到Enrique Iglesias的挑選，能在《Tired of Being Sorry》的音樂錄影帶中得到特別戲份。第三次是在中國上海勝出了功夫的挑戰，得到了4000元人民幣購物。
她一共勝出了九次由觀眾投選的「本週封面女郎」（CoverGirl of The Week），而在她被淘汰後的一集（第十二集），她仍擊敗其餘四名在比賽中的參賽者，成為了該週的「本週封面女郎」，成為比賽歷史上第一次。

## 比賽經歷
海瑟在比賽中一次首名入圍，也勝出三次小挑戰。
|      | 拍攝題材                 | 入圍名次 | 附註                                     |
| 預賽 | 沙灘照                   | 12/13    |                                          |
| 1    | 吸煙後遺症               | 1/13     | 首名入圍                                 |
| 2    | 時尚攀岩照               | 2/12     |                                          |
| 3    | 花的姿態                 | 3/11     |                                          |
| 4    | 時裝怪獸                 | 7/10     |                                          |
| 5    | 資源回收                 | 3/9      | 勝出小挑戰+當選本周封面女郎              |
| 6    | Enrique Iglesias MV 拍攝 | 2/8      | 勝出小挑戰+當選本周封面女郎              |
| 7    | 沙漠火燒車事件           | 5/7      | 當選本周封面女郎                         |
| 8    | CoverGirl廣告            | 5/6      | 進入包尾二人+勝出小挑戰+當選本周封面女郎 |
| 9    | 舞龍舞獅照               | 5/5      | 進入包尾二人+當選本周封面女郎            |

## 比賽過後
因為她的病，海瑟成功得到了媒體的注目，包括在脫口秀上出現，如：《Good Morning America》，還在《紐約時報》的專欄上出現。她也計畫繼續任模特兒，另一方面也會繼續她的學業。《全美超級模特兒新秀大賽》第十季的新評判寶麗娜·波域斯高娃也說她第九季喜歡的模特兒是海瑟
海瑟在《人物雜誌》出現了兩次，一次是在2007年10月，最近一次是在2007年12月。
現時加入了Elite模特兒公司工作.
(Elite HK Model Management)

## 外部連結
- 海瑟·庫茲米契在互联网电影资料库（IMDb）上的資料（英文）